# 弥富バイパス
弥富バイパス（やとみバイパス）とは、愛知県弥富市内を南北に通る国道155号のバイパスである。

## 概要
現在、弥富ICから国道1号交差点までの区間が暫定2車線で供用中。
以前は旧線が木曽川寄りに大きく迂回する形でほぼ平行して通っていたが、同バイパスが国道1号まで開通したことにより、旧線区間は同バイパスとの交差点から愛知県道458号一宮弥富線（巡見街道）が延伸する形で切り替わった。
将来、国道1号から南へ延伸し国道23号（名四国道）を経て弥富木曽岬ICに接続する予定。

## 接続道路
- 東名阪自動車道：弥富IC
- 国道1号
- 国道23号（名四国道）（予定）
- 伊勢湾岸自動車道：弥富木曽岬IC（予定）